# Gammelbodtjärnarna, Hälsingland
Gammelbodtjärnarna är en sjö i Nordanstigs kommun i Hälsingland och ingår i Harmångersåns huvudavrinningsområde.